# Rio Anhanduìzinho
Rio Anhanduìzinho är ett vattendrag i Brasilien.   Det ligger i delstaten Mato Grosso do Sul, i den södra delen av landet, 900 km sydväst om huvudstaden Brasília.
Omgivningarna runt Rio Anhanduìzinho är huvudsakligen savann. Runt Rio Anhanduìzinho är det mycket glesbefolkat, med 7 invånare per kvadratkilometer.